# Loddiswell
Loddiswell är en by och en civil parish i South Hams i Devon i England. Orten har 921 invånare (2011). Byn nämndes i Domedagsboken (Domesday Book) år 1086, och kallades då Lodeswille/Lodeswilla.